# Ryk Tulbagh

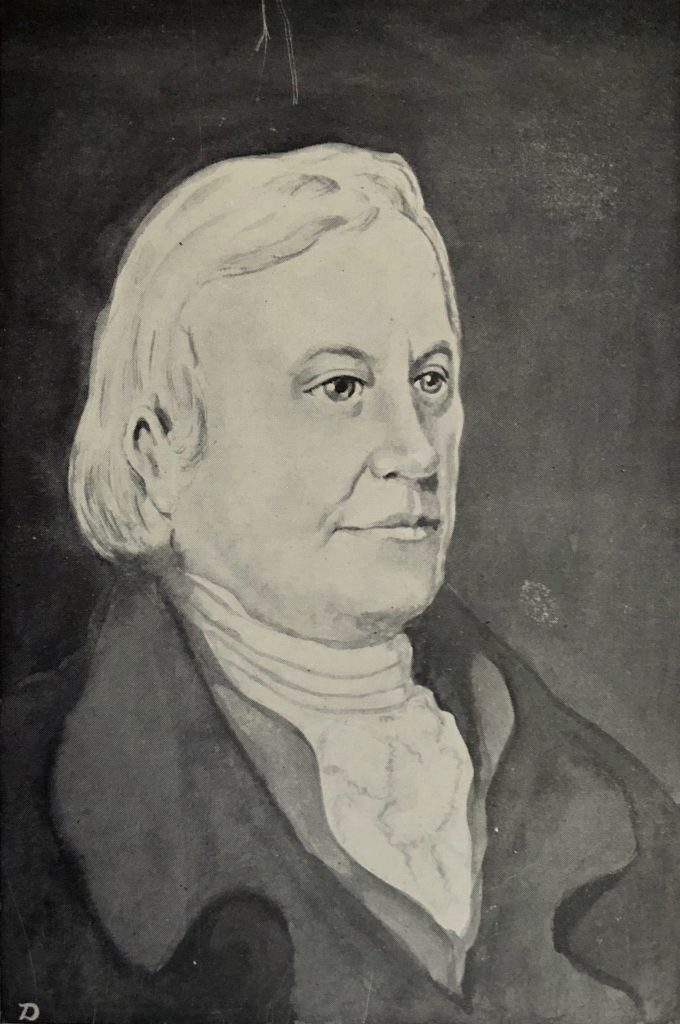
illustration de Ryk Tulbagh

Ryk Tulbagh (né le 14 mai 1699 à Utrecht - décédé le 11 août 1771 au Cap) a été gouverneur de la colonie néerlandaise du Cap du 27 février 1751 au 11 août 1771 pour le compte de la Compagnie néerlandaise des Indes orientales (VOC).

## Biographie

### Jeunesse et famille
Tulbagh était le fils de Dirk Tulbagh et de Catharina Cattepoel, qui sont allés s'établir à Bergen op Zoom lorsque Ryk était encore un enfant. Là, il a fréquenté l'école latine. 
En 1725, Tulbagh épouse Elizabeth Swellengrebel, la sœur de Hendrik Swellengrebel, gouverneur de la colonie du Cap à l'époque. Elle meurt en 1753, sans qu'ils n'aient eu d'enfants. Tulbagh lui-même meurt en 1771, sans s'être remarié, et est enterré dans la Groote Kerk, dans la tombe de sa femme et de son beau-père.

### Carrière à la Compagnie néerlandaise des Indes orientales
À 16 ans, il s'est engagé dans la Compagnie néerlandaise des Indes orientales et en 1716, il a navigué comme cadet sur le navire Huys Terhorst vers l'Afrique du Sud, où il a donc fait l'ensemble de sa carrière. Cette dernière a progressé rapidement. Il est nommé assistant temporaire du Conseil de politique en 1716 et il est nommé comme membre à part entière en 1718. En 1722, il devient greffier en chef et, plus tard dans la même année, aide-comptable. En 1725, il devient secrétaire du Conseil de politique, l'organe qui gouverne la colonie. En 1728, il est promu rang de marchand junior - le terme marchand étant ici un grade dans la hiérarchie de la Compagnie - et de membre du Conseil de politique, lui donnant le droit de vote dans cette instance. En 1732, il devient marchand. En avril 1739, il devient Secunde (le deuxième poste administratif le plus élevé) et marchand sénior, une position qui impliquait également de diriger la Haute Cour de Justice. Le 27 février 1751, il est nommé gouverneur du Cap, sur proposition de son beau-frère Hendrik Swellengrebel, et prend ses fonctions en avril.

### Gouverneur du Cap
Ryk Tulbagh est gouverneur de la colonie du Cap pendant vingt ans, de 1751 à sa mort en 1771.
Tulbagh a importé de Batavia 124 dispositions des lois somptuaires limitant les extravagances. La loi du Cap de 1755, promulguée à la demande du gouverneur général de Batavia, Jacob Mossel, déclarait que lui seul pouvait décorer son carrosse des armoiries coloniales et que lui et le Conseil étaient les seuls à pouvoir habiller leurs carrosses en livrée. Les fonctionnaires de rang inférieur et leurs épouses n'avaient pas le droit de porter des parapluies (appelés kiepersol ou parasols et symbole de statut important), et il était interdit à toutes les femmes de revêtir des robes de soie ou de velours. La mode des robes avec un traine était alors interdite, comme toute friponnerie aux funérailles. Il a également codifié le Code Tulbagh de droit colonial des esclaves, publié en 1754. Ce code assouplissait quelque peu les restrictions, n'imposant la peine de mort qu'à ceux qui tuaient leurs maîtres et remplaçant la peine de mort par le travail forcé pour des infractions mineures, leur permettant de pratiquer un commerce pour subvenir à leurs besoins et d'acheter leur liberté ainsi que celle des autres, et plaçant lesdits noirs libres (appelés Fryswartes) sur un pied d'égalité juridique avec les colons blancs.
Surnommé "Père Tulbagh" pour avoir introduit l'entretien des routes, la lutte contre les incendies et la police parmi d'autres services civils, Tulbagh a beaucoup fait pour tempérer les épidémies de variole de 1755 et 1767, qui ont anéanti la quasi-totalité de la population de Khoïkhoï dans la région. La première a été la plus grave à frapper la population blanche, la faisant passer de 6 110 à 5 123 malgré un taux de natalité élevé, et a également tué plus de 500 esclaves. La seconde a tué plus de 500 personnes et n'a été éliminée qu'en 1770.
En 1761, il construit la première bibliothèque du Cap pour abriter les livres donnés par Joachim Nikolaus von Dessin, secrétaire de la chambre des orphelins et donc gardien des domaines. Tulbagh était d'une disposition intellectuelle et bienveillante. Il écrivait le latin et le français et appréciait la compagnie de plusieurs intellectuels étrangers qui visitaient le Cap pendant son mandat de gouverneur. Parmi eux, les astronomes Nicolas-Louis de Lacaille, Charles Mason et Jeremiah Dixon et l'écrivain français Bernardin de Saint-Pierre. Pendant une longue période, Tulbagh correspond avec plusieurs botanistes, dont Carl von Linné, et lui envoie plus de 200 spécimens de plantes locales. Linné a nommé le genre bontanique Tulbaghia en son honneur.
Une expédition envoyée au nord-est en 1752 fut la plus importante depuis celle de Simon van der Stel en 1685. Elle traversa les terres des Thembu et des Xhosa par la rivière Qora, et revint huit mois plus tard. Plus tard, le capitaine Hendrik Hop a voyagé au nord du fleuve Orange, en partie pour déterminer jusqu'où les éleveurs de bétail s'étaient installés à l'intérieur des terres. En 1770, Tulbagh déclara que le fleuve Gamtoos constituait la frontière orientale du district de Swellendam et les montagnes du Swartberg celle du nord, mais ne put les défendre.

## Divers
La ville de Tulbagh, dans l'ouest du Cap, porte son nom.